# Saint-Julien-de-Vouvantes
Saint-Julien-de-Vouvantes település Franciaországban, Loire-Atlantique megyében. Lakosainak száma 963 fő (2022. január 1.). Saint-Julien-de-Vouvantes La Chapelle-Glain, Erbray, Juigné-des-Moutiers és Petit-Auverné községekkel határos.

## Népesség
A település népessége az elmúlt években az alábbi módon változott:
| Lakosok száma | 1008 | 1023 | 955  | 926  | 936  | 968  | 984  | 967  | 959  | 963  |
|               | 1968 | 1982 | 1990 | 2006 | 2013 | 2015 | 2017 | 2019 | 2020 | 2022 |